# Alex MacDonald
Alex MacDonald est un footballeur et entraîneur écossais né le 17 mars 1948 à Glasgow. Il a joué pour Saint Johnstone, les Glasgow Rangers et les Hearts. Il fait partie du Rangers FC Hall of Fame.
Avec les Rangers il a remporté la Coupe des Coupes en 1972. Également avec cette équipe il a glané trois championnats d'Écosse, quatre Coupes d'Écosse et quatre Coupes de la Ligue. Ses statistiques à Glasgow sont les suivantes : 503 matchs joués pour 94 buts marqués et ce toutes compétitions confondues.
Ce joueur a reçu une sélection  en équipe d'Écosse. Cette sélection a été obtenue en 1976 lors d'une rencontre face à la Suisse.
Après sa carrière de joueur il a entraîné les Hearts puis l'Airdrie United Football Club. Aux commandes d'Airdrie il a atteint par deux fois la finale de la Coupe d'Écosse.

## Palmarès
- Joueur :
  - Coupe d'Europe des Vainqueurs de Coupe (1) : 1972
  - Championnat d'Écosse (3) : 1975, 1976, 1978
  - Coupe d'Écosse (4) : 1973, 1976, 1978, 1979
  - Coupe de la Ligue écossaise (4) : 1971, 1976, 1978, 1979

- Entraîneur :
  - Finaliste de la Coupe d'Écosse en 1992 et 1995